# × Lycamerlycaste
× Lycamerlycaste – rodzaj roślin z rodziny storczykowatych (Orchidaceae). Jest taksonem pochodzenia mieszańcowego, a jego rodzajami rodzicielskimi są Lycaste Lindl. i Sudamerlycaste Archila. Rośliny te występują w zachodniej części Ameryki Południowej.

## Systematyka
Rodzaj sklasyfikowany do podplemienia Maxillariinae w plemieniu Cymbidieae, podrodzina epidendronowe (Epidendroideae), rodzina storczykowate (Orchidaceae), rząd szparagowce (Asparagales) w obrębie roślin jednoliściennych.